# Autodeterminación del género

Mapa en el que se muestra en rojo los territorios que reconocen a personas transgénero mediante autoidentificación.

La autodeterminación de género es el concepto por el cual el género legal de una persona debe determinarse por la identidad de género que declare, sin necesidad de requisitos médicos o judiciales.
Los movimientos LGTB y por los derechos de las personas transgénero han priorizado el reconocimiento de la autodeterminación de género como una demanda central, debido a su importancia para la despatologización de las personas transgénero.
Las personas transgénero son personas cuyo género no se corresponde con el que les fue asignado al nacer en base a su sexo. Tradicionalmente, el género legal se ha establecido por parte de la administración en base al sexo, dado que en el caso de las personas cisgénero ambos coinciden. Por ello, algunos Estados niegan a las personas transgénero el reconocimiento de su género como género legal, o bien condicionan ese reconocimiento a que hagan modificaciones en su cuerpo tales como cirugía de reasignación de sexo o tratamientos hormonales. En otros casos, esto no se requiere, pero sí se exigen informes psiquiátricos, psicológicos o judiciales. La autodeterminación de género supone que este tipo de requisitos, que diversas instituciones han considerado patologizantes, no sean necesarios a la hora de modificar el género legal.
Para febrero de 2023, la autodeterminación de género forma parte de la legislación de 20 países: Argentina, Bélgica, Brasil, Chile, Colombia, Costa Rica, Dinamarca, Ecuador, España, Finlandia, Irlanda, Islandia, Luxemburgo, Malta, Noruega, Nueva Zelanda, Pakistán, Portugal, Suiza y Uruguay. Las propuestas para introducir legislación de este tipo resultan controvertidas en algunos países como el Reino Unido. En países organizados como federaciones, como Australia, Canadá y México, el reconocimiento legal del género puede corresponder principalmente a la jurisdicción subnacional por lo que puede variar de una provincia a otra. Dentro de una misma jurisdicción, los procedimientos de reconocimiento legal del género pueden ser diferentes para distintos documentos, como certificados de nacimiento o pasaportes, y no siempre es el único determinante del reconocimiento del género en la vida cotidiana, como en la asistencia sanitaria, el acceso a instalaciones públicas o las relaciones personales. En India y Nepal existe la autodeterminación para un tercer género.

## Supuestos teóricos
La teoría de la  autodesignación de la identidad sostiene que la identidad sexual o identidad de género es producto de un proceso de construcción social independientemente del sexo biológico de nacimiento. No se nace varón o mujer, sino que esa diferenciación es únicamente el resultado de un proceso social.
El individuo puede decidir en el transcurso de su vida a qué sexo y género quiere pertenecer, porque el género es un sentimiento interno e innato. Se parte del presupuesto teórico de que no existen realmente diferencias biológicas entre los sexos, varón y mujer, porque tanto el sexo como el género son construcciones culturales. Ser varón o mujer no depende de la biología o los factores genéticos sino de la libre elección del sujeto deseante que construye su propia identidad sexual de acuerdo a su sentir. Se hipotetiza una identidad personal desvinculada del sexo cromosómico pero innata para el individuo que la siente como propia. Esta concepción se basa en las ideas de la filósofa estadounidense Judith Butler, quien considera al género y a la identidad en términos de performatividad. No existe el sexo biológico sino la construcción discursiva. Ser  “mujer” o "varón" o “sexo” son solo construcciones discursivas y performativas, no realidades biológicas. Hombre y masculino podrían significar tanto un cuerpo femenino como uno masculino, mujer y femenino, tanto un cuerpo masculino como un femenino. La tesis que Butler defiende afirma que el sexo no es dado biológicamente sino que es un ideal regulativo materializado en el cuerpo a través de reiteradas prácticas normativas y performativas.
El género está divorciado del sexo biológico tras la idea de que lo fundamental es la identificación con el otro sexo. No habla del sexo del recién nacido sino del “sexo asignado al nacer“, pues se concibe esta categoría como algo externo e impuesto y que no necesariamente tiene que ver con la identidad de la persona. Cada persona puede hacer su elección individual, más allá de la biología y el sexo asignado al nacer, y construir su propia identidad de género aunque no coincida con su sexo biológico.
El sexo no tiene un componente biológico sino que sería el resultado de una construcción social e individual. No existe una definición universal singular de la mujer. Las mujeres no pueden ser definidas en base a sus vaginas,  úteros,  períodos menstruales o capacidad de gestar y maternidad. Eso no define a una mujer.
El concepto de autodesignación de la identidad no reconoce el sexo anatómico y sostiene que una persona que tiene un cuerpo de varón, puede sentirse mujer pero, como la orientación sexual es diferente del género, podría ser, a la vez, una mujer transexual lesbiana y querer salir con mujeres. Existen mujeres y niñas con pene y niños con vulva.
Esta idea de la identidad sostiene una concepción de la persona como algo distinto de su existencia corporal. Esta distinción entre conciencia y corporalidad se concibe como una separación real. El sujeto es solamente la conciencia, mientras que el cuerpo es un objeto a disposición de su voluntad, que puede y debe modificar según su deseo personal de  autodesignación de la identidad o autoidentificación sexual para alinearse con su género real.
Esta corriente, sostiene que el sexo es una invención mientras que el género viene dado y es innato: se nace con cerebro femenino o cerebro masculino, aunque haya  una discordancia entre el sexo psicológico y el sexo biológico y el segundo no coincida con los genitales.
El género es una fuerza fija que subyace a la identidad nuclear, que nace de lo más profundo del ser. El género sentido es una esencia verdadera, innata e inmutable que viene dada por la misma naturaleza.
Por eso puede alinearse el cuerpo equivocado con el género sentido, real, verdadero, con ayuda de la medicina.

## Activismo y legislación
La autodeterminación de género es uno de los principales objetivos del movimiento por los derechos de las personas transgénero. Los defensores de la autodeterminación afirman que los requisitos médicos podrían obligar a las personas trans a someterse a cirugía, que son intrusivos y humillantes, mientras que la autodeterminación facilitaría a las personas trans vivir su vida en el día a día sin prejuicios. Los defensores también argumentan que no hay pruebas de que tales leyes hayan causado problemas en los países donde se han introducido.

## Posiciones de los organismos internacionales
En abril de 2015, la Asamblea Parlamentaria del Consejo de Europa adoptó la Resolución 2048 (2015), dentro de la cual "la Asamblea pide a los Estados miembros que...desarrollen procedimientos rápidos, transparentes y accesibles, basados en la autodeterminación...disponibles para todas las personas que deseen utilizarlos, independientemente de su edad, estado médico, situación financiera o antecedentes policiales". En 2015, la Oficina del Alto Comisionado de las Naciones Unidas para los Derechos Humanos declaró que "los requisitos abusivos como condición previa para el reconocimiento -por ejemplo, exigiendo...la reasignación forzada de género y otros procedimientos médicos" son "una violación de las normas internacionales de derechos humanos". En 2018, el abogado Víctor Madrigal-Borloz, Experto Independiente sobre orientación sexual e identidad de género de Naciones Unidas, declaró que "el derecho a autodeterminar el género es una parte fundamental de la libertad de una persona y una piedra angular de la identidad de la persona" y que las obligaciones de los Estados incluyen "adoptar medidas legales como basarse en la autodeterminación [y] garantizar que los menores tengan acceso al reconocimiento de su identidad de género".
El 29 de marzo de 2023, un grupo de 28 países entregaron una declaración ante el Consejo de Derechos Humanos de las Naciones Unidas, pidiendo a los Estados miembros de la ONU que "apliquen leyes y políticas que permitan el reconocimiento de la identidad de género basada en la autoidentificación", y que "redoblen los esfuerzos para prevenir y responder a la violencia y la discriminación sexual y de género, incluso contra las mujeres en toda su diversidad". Los Estados firmantes son: Alemania, Argentina, Australia, Bélgica, Brasil, Canadá, Chile, Chipre, Colombia, Dinamarca, España, Estados Unidos, Finlandia, Grecia, Islandia, India, Irlanda, Israel, Luxemburgo, Malta, México, Noruega, Nueva Zelanda, Países Bajos, Portugal y Uruguay.

#### Posiciones de las organizaciones benéficas internacionales
En 2014, Amnistía Internacional publicó un informe titulado El Estado decide quién soy. Falta de reconocimiento legal de la identidad de género de las personas transgénero en Europa. En el informe, Amnistía afirmaba que muchos países europeos tenían leyes de reconocimiento legal de género que se basaban en normas de género estereotipadas y que violaban los derechos de las personas a "la vida privada y familiar, al reconocimiento ante la ley, al más alto nivel posible de salud y a no sufrir tratos crueles, inhumanos y degradantes sin discriminación por motivos de identidad y expresión de género". El informe sostenía además que "las personas transgénero deben poder obtener el reconocimiento legal de su género mediante procedimientos rápidos, accesibles y transparentes y de acuerdo con su propia percepción de la identidad de género."

## Controversias
La autodeterminación cuenta con la oposición de algunas feministas, que consideran que en teoría afecta negativamente a la seguridad en lugares como refugios, prisiones y afectar la equidad en el deporte competitivo. Los detractores también consideran que la afirmación de la autodeterminación en niños con disforia de género les encamina hacia una transición médica de género.
En un artículo publicado en 2019 en la revista científica con revisión por pares International Journal of Environmental Research and Public Health se afirma que varios estudios han señalado que los marcos jurídicos de reconocimiento de género basados en la patologización pueden tener efectos negativos en las personas transgénero e intersexuales. Un artículo de 2018 publicado en la revista científica BMC International Health and Human Rights sostiene que "en la mayoría de los países donde a las personas transgénero se les niega el reconocimiento legal de su identidad de género, esto podría conducir a más violaciones de los derechos humanos, impactando su acceso a la educación, el empleo, la atención médica, la seguridad social y la protección legal" y que "muchos países que sí permiten la modificación de los indicadores de género en los documentos de identidad imponiendo requisitos abusivos, como cirugía forzada o involuntaria de otro tipo, diagnóstico médico, procedimientos judiciales largos, costosos y complicados." Un revisión metanarrativa del 2017 publicada en la revista científica Critical Social Policy afirmaba que "los requisitos legales basados en diagnósticos relacionados con la transexualidad plantean el riesgo de reintroducir prácticas quirúrgicas y hormonales por la puerta de atrás. Además, estos diagnósticos actúan también como puerta de entrada a otros servicios sanitarios y derechos de ciudadanía". Según un libro publicado mediante la editorial de la Universidad de Brístol en el 2021, la autodeterminación del género está ahora en la conciencia pública internacional debido a los numerosos comentarios de los medios de comunicación, los debates gubernamentales, los cambios correspondientes y relativamente rápidos en las construcciones jurídicas y políticas relativas a las personas trans, de sexo/género expansivo e intersexuales en el derecho y la medicina.